# マルコ・パシャリッチ
マルコ・パシャリッチ（Marco Pašalić、2000年9月14日 - ）は、ドイツ・カールスルーエ出身のクロアチア人サッカー選手。ポジションはフォワードまたはミッドフィールダー。

## 経歴
2021年7月、ボルシア・ドルトムントのリザーブチームに加入すると、2021年8月17日、DFLスーパーカップのFCバイエルン・ミュンヘン戦にて、84分にジョヴァンニ・レイナとの途中交代でドルトムントでのトップチームデビューを果たした。翌シーズンの2022-23シーズン、VfLヴォルフスブルク戦で10分間のみプレーし、ブンデスリーガ初出場を記録した。

## 代表経歴
FCバイエルン・ミュンヘンに所属していた同じくドイツ生まれのクロアチア人であるヨシプ・スタニシッチと共にU-21クロアチア代表からの招集に応じた。
UEFA EURO 2024に選出